# Ksenija Balta
Ksenija Balta, estonska atletinja, * 1. november 1986, Minsk, Sovjetska zveza.
Nastopila je na poletnih olimpijskih igrah v letih 2008 in 2016, ko je dosegla šesto mesto v skoku v daljino. Na evropskih dvoranskih prvenstvih je osvojila naslov prvakinje leta 2009.